# La Roue du diable
Pour plus de détails, voir Fiche technique et Distribution.
La Roue du diable (en russe : Чёртово колесо) est un film soviétique réalisé  en 1926 par Grigori Kozintsev et Leonid Trauberg, d'après la vie de l'écrivain Benjamin Kaverine.

## Synopsis
Ivan, un marin servant sur le croiseur Aurore, décide ne pas remonter sur son navire et de partir avec Valia, une fille de rue. Il est tenté de se joindre à une bande agissant dans la criminalité. Cependant, il recouvre sa conscience, la bande est démantelée par la police et il rejoint finalement son bâtiment. Étant revenu trop tard, il est arrêté pour désertion et jugé. Après avoir purgé sa peine, il retourne à son ancienne vie.

## Fiche technique
- Titre : La Roue du diable
- Réalisation : Grigori Kozintsev, Leonid Trauberg
- Scénario : Adrian Piotrowski
- Photographie : Andreï Moskvine
- Direction artistique : Eugène Aeneas
- Format : noir et blanc - mono
- Production : Lenfilm
- Pays de production :  Union soviétique
- Genre : Drame
- Durée : 40 minutes
- Sortie : 1926

## Distribution
- Piotr Sobolevski : Ivan Chorine, marin sur le croiseur Aurore
- Lioudmila Semenova : Valia, la fille de rue
- Sergueï Guerassimov : magicien, meneur d'une bande de bandits
- Emil Gal : Coco l'amuseur
- Ianina Jeïmo : une fille du gang
- Sergueï Martinson : conducteur
- Andreï Kostritchkine : un membre de la bande de voleurs
- Nicolas Gorodnichev : le gérant de la maison
- Antonio Tserep : le propriétaire de la taverne
- Eugène Kumeyko : épisode
- Alexeï Kapler : épisode

## Film partiellement perdu
La totalité des bobines du film La Roue du diable n'ont pas été préservées, les troisième et sixième bobines sont en effet manquantes.

## Restauration
En 2002, le film a été restauré et doté d'une bande son dont la musique a été composée par M. Kravtchenko.